# Dvacet tisíc mil pod mořem

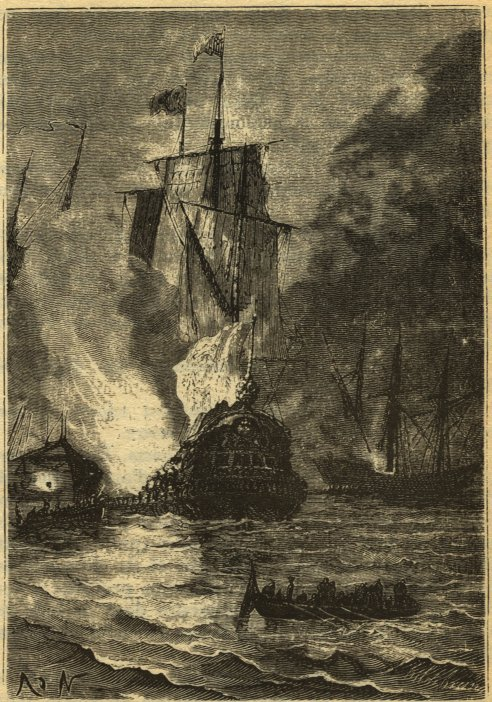
Dvacet tisíc mil pod mořem, původní ilustrace.

Dvacet tisíc mil pod mořem (1869–1870, Vingt mille lieues sous les mers) je jeden z nejznámějších románů francouzského spisovatele Julesa Verna z jeho cyklu Podivuhodné cesty (Les Voyages extraordinaires). Tento vědeckofantastický román tvoří druhý díl autorovy volné trilogie, do které ještě patří Děti kapitána Granta (1867–1868, Les enfants du capitaine Grant) a Tajuplný ostrov (1875, L'île mystérieuse).
Česky román vyšel poprvé roku 1875.
Překlad názvu je – stejně jako v případě sedmimílových bot – nepřesný, protože v originále jde o dvacet tisíc „lieues“, což je starobylá jednotka délky, česky zvaná „pěší hodina“ nebo „hodina cesty“ a odpovídá vzdálenosti, kterou člověk (kůň) ujde za jednu hodinu. V románu jednotka odpovídá francouzské metrické variantě a je dlouhá přesně 4000 metrů.
Roku 1901 napsal německý spisovatel Robert Kraft pokračování pod názvem Die Ansiedlung auf dem Meeresgrunde (Podmořská osada).

## Děj románu
Příběh začíná roku 1866, kdy se v anglických listech objevila zmínka o jakémsi mořském netvoru ohromných rozměrů, který napadá lodě. Tímto úkazem se zabývali i vědci. Jedni říkali, že je to ponorka a druzí tvrdili, že se jedná o dosud neznámého tvora. Nakonec Američané vyslali na moře fregatu Abraham Lincoln, která měla za úkol záhadu vyjasnit. Výpravy se zúčastnil také francouzský přírodovědec profesor Aronnax se svým sluhou Conseilem, kteří se na lodi seznámili s harpunářem Nedem Landem. Výprava byla dlouho neúspěšná, až jednou večer spatřila posádka světelnou záři vycházející kousek od lodi. Fregata se pokusila tvora pronásledovat a harpunovat. Najednou se však obluda otočila a plula ohromnou rychlostí směrem k lodi, se kterou se vzápětí srazila. Profesor Arronax, jeho sluha Conseil a harpunář Ned Land spadli do širého moře. Zachránili se na hřbetě obludy, o které však brzy zjistili, že to opravdu není ryba, ale ponorka. Z té vylezli čtyři muži, vtáhli je dovnitř a uvěznili v tmavé komoře. Příští den je tam navštívil jakýsi muž, který se představil jako kapitán Nemo, a oznámil jim, že se nacházejí v ponorce Nautilus, kterou nikdy nesmějí opustit, aby nevyzradili její tajemství. Jako nedobrovolní cestující prožili při podmořské plavbě neuvěřitelné příhody, poznali netušené krásy mořského dna a poučili se o přírodních zvláštnostech oceánů.
- Nedaleko marockých břehů objevili zbytky starodávné Atlantidy. Profesor Aronnax spatřil zbytky vodovodu, několik chrámů a také pozůstatky přístavního mola. Zkázu atlantské civilizace zřejmě zavinila podmořská sopka, doposud činná. Jejím vlivem zde zřejmě došlo i k mutaci mořských živočichů, neboť výprava kapitána Nema zde potkala četné mořské příšery.
- Propluli tzv. Arabským tunelem, tj. podmořským tunelem pod Suezskou šíjí, který spojuje Středozemní a Rudé moře. Tunel objevil kapitán Nemo, neboť si všiml že v obou mořích žijí stejní živočichové a z toho usoudil, že obě moře musí být propojena.
- Procházeli se ve skafandru, který vynalezl kapitán Nemo, po mořském dně (ocelová nádrž na vzduch, kterou byl skafandr vybaven, pojmula dost vzduchu na desetihodinový pobyt pod vodou).
- Málem zemřeli udušením pod Jižním pólem, když byla ponorka uvězněna v mase ledu, nemohla se vynořit a obnovit zásobu čerstvého vzduchu.

Přes tyto zážitky se zejména harpunář Ned Land nesmířil s tím, že by měl v ponorce strávit zbytek života. Vhodná chvíle k útěku nastala až nedaleko norských břehů. Ned přemluvil k útěku i profesora, který byl na Nema velice rozzloben, protože Nemo krátce předtím potopil válečnou loď „pozemských tyranů“ (tj. koloniální mocnosti, které kapitán Nemo vyhlásil válku). Všichni tři zajatci uprchli z ponorky na člunu a zachránili je místní rybáři.

## Popis ponorky Nautilus

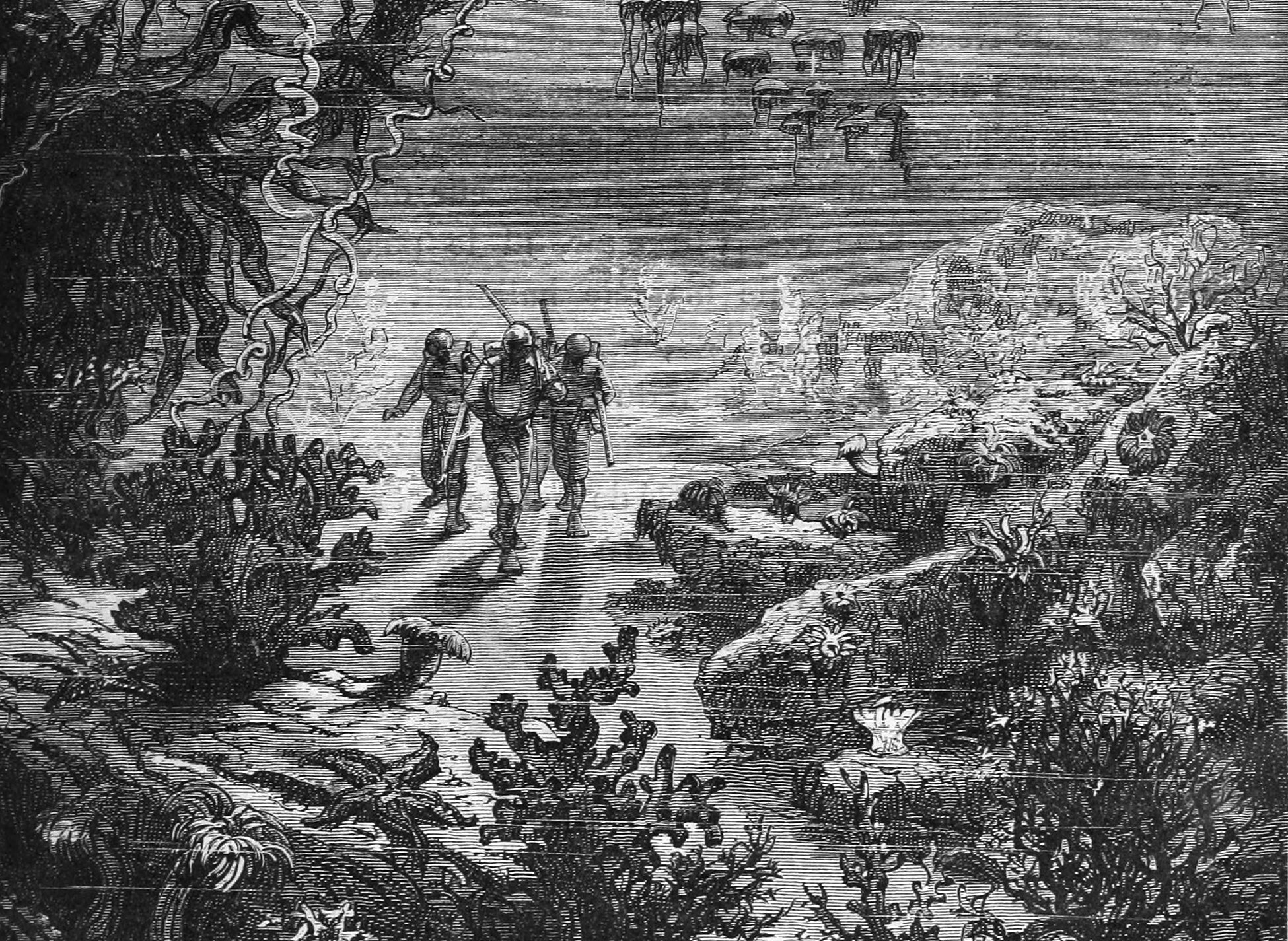
Dvacet tisíc mil pod mořem, původní ilustrace.

Zatímco o původu a dřívějším životě tajemného kapitána Nema se v knize již nic víc nedovíme (podrobnosti jsou uvedeny až v třetím díle trilogie Tajuplný ostrov), Nautilus je popsán poměrně detailně. Autorova fantazie se ale v knize drží v mezích technické pravděpodobnosti a proto román působí i dnes velmi přesvědčivě. Ponorka byla dlouhá sedmdesát metrů a v nejsilnějším místě široká osm metrů. Měla dvojitý plášť z ocelových plátů a její základní váha činila tisíc pět set tun. Systém nádrží (tj. jejich naplňování a vyprazdňování) umožňoval ponorce libovolně pod vodou stoupat nebo klesat, a to až do hloubky přes deset tisíc metrů. Ponorka byla řízena směrovým a hloubkovým kormidlem, která ovládal kormidelník z kabiny částečně vyčnívající nad palubu a vybavené dvěma čočkovitými okny zasklenými křišťálovým sklem. Za kabinou byl umístěn velmi silný reflektor.
Pohon lodi i četná další zařízení byla na elektřinu získávanou ze sodíkových článků (sodík byl doplňován na tajné základně na blíže neurčeném ostrově, kde byl též dobýván z mořské vody v blíže nepopsaném zařízení poháněném tepelnou energií, získávanou z uhlí z podmořského dolu). Elektrické ovládání bylo využito i pro dálkové ovládání strojovny z kormidelní kabiny. K ochraně vstupu do ponorky využíval kapitán Nemo možnost nabít elektrickým proudem zábradlí vstupních schodů. Napětí šlo zvyšovat libovolně do té míry, že mohlo způsobit smrt.
Šroub ponorky byl poháněn obrovskými elektromagnety. Měl v průměru šest metrů, délku závitu sedm a půl metru a otáčel se až stodvacetkrát za sekundu. Díky němu mohla loď dosáhnout rychlosti až devadesát kilometrů za hodinu. Loď sice měla zařízení na výrobu kyslíku elektrolýzou vody, neměla však žádné zařízení, které by vzduch zbavovalo oxidu uhličitého, a proto bylo nutno ponorku větrat. Delší pobyt pod hladinou mohl tedy být pro posádku osudný (kritická situace nastávala po dvou dnech). Ponorka nesloužila jen k vědeckovýzkumým účelům, ale též jako hrozná zbraň. Kapitán Nemo zásadně útočil na protivníka obrněnou přídí ponorky, kterou dokázal prorazit boky válečných lodí a tak je potopit.

## Ilustrace
Knihu Dvacet tisíc mil po mořem ilustrovali Alphonse de Neuville a Édouard Riou.

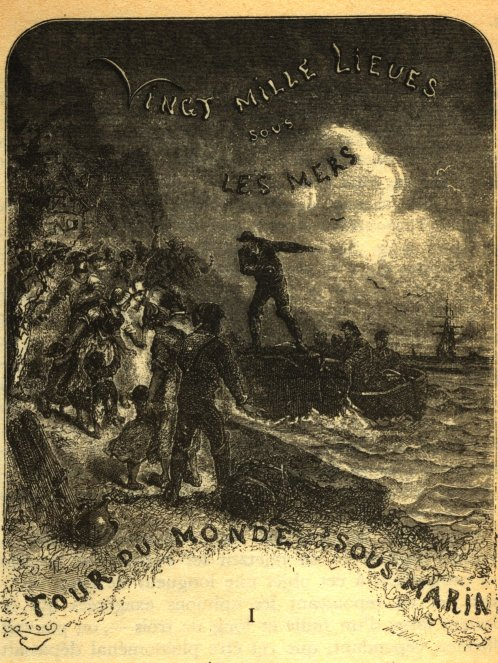
Titulní list prvního dílu
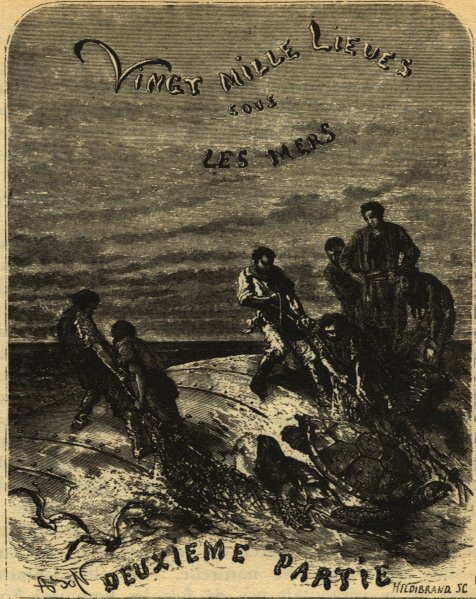
Titulní list druhého dílu
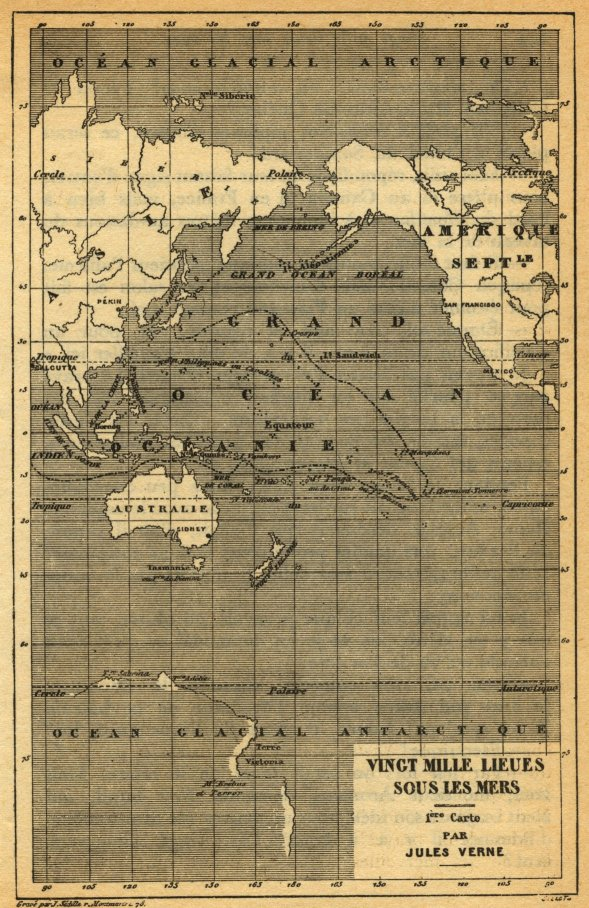
Mapa cesty Nautilu v Indickém oceánu
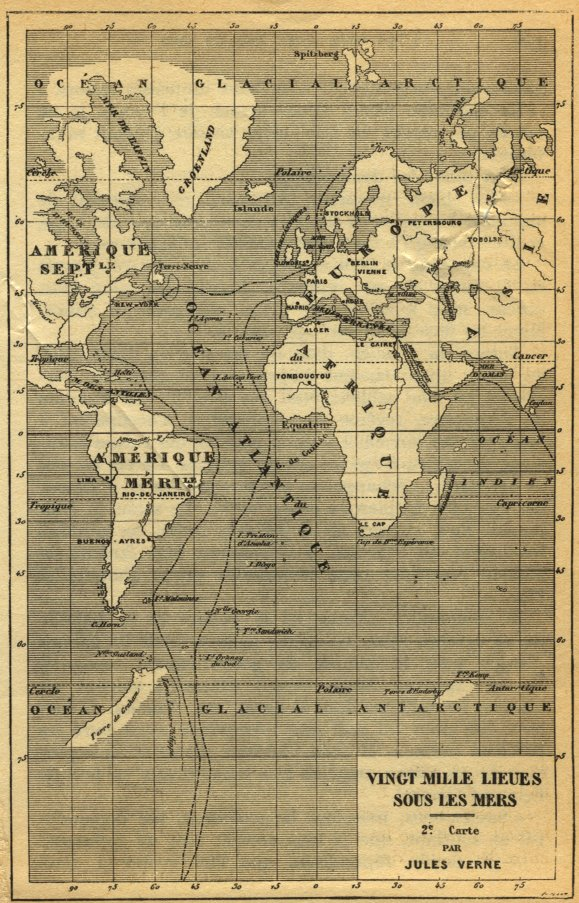
Mapa cesty Nautilu v Atlantském oceánu
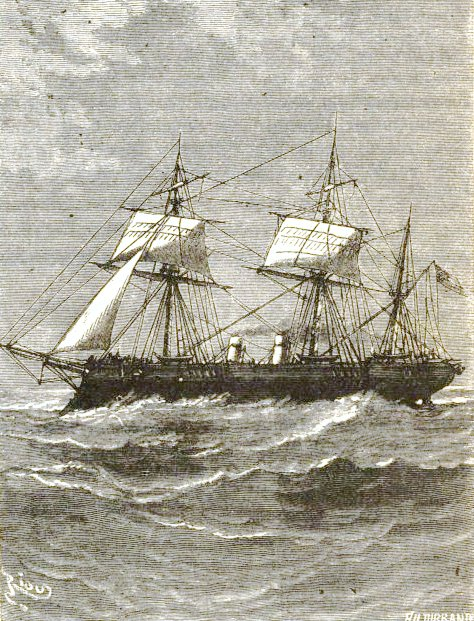
Fregata Abraham Lincoln
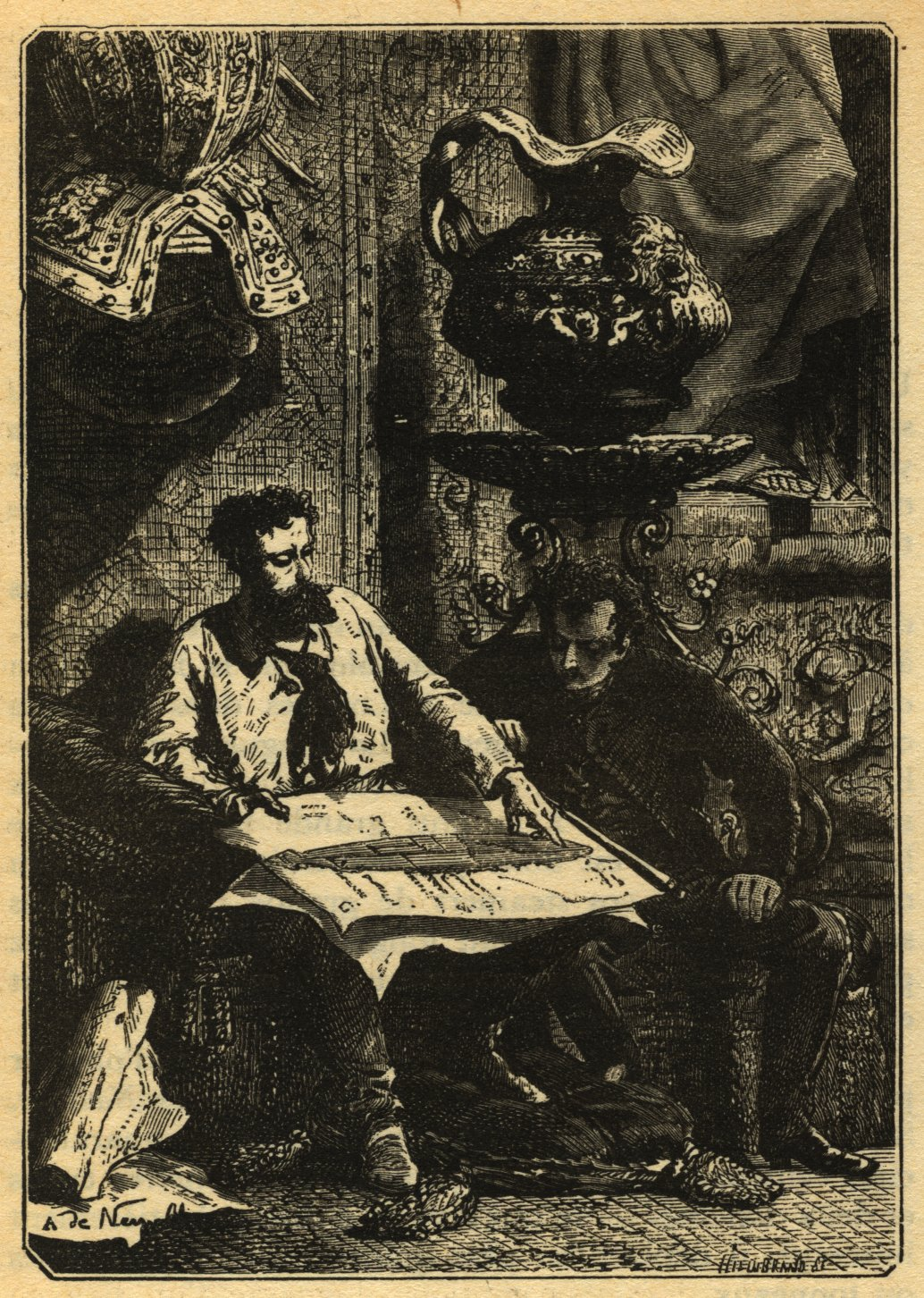
Kapitán Nemo a profesor Arronax
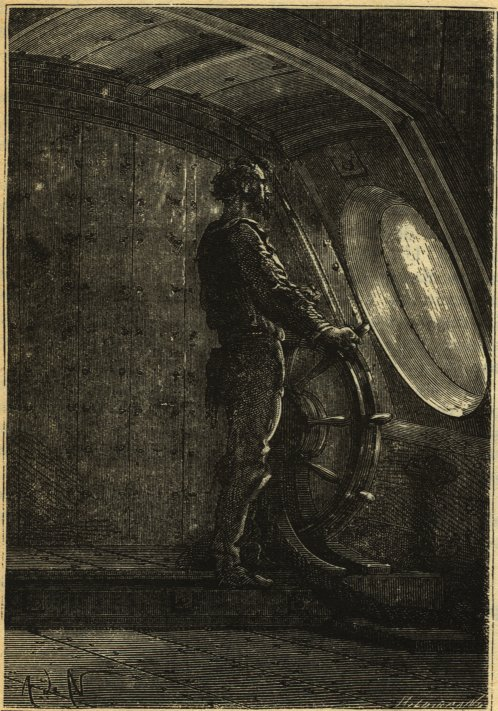
Kormidelní kabina ponorky Nautilus
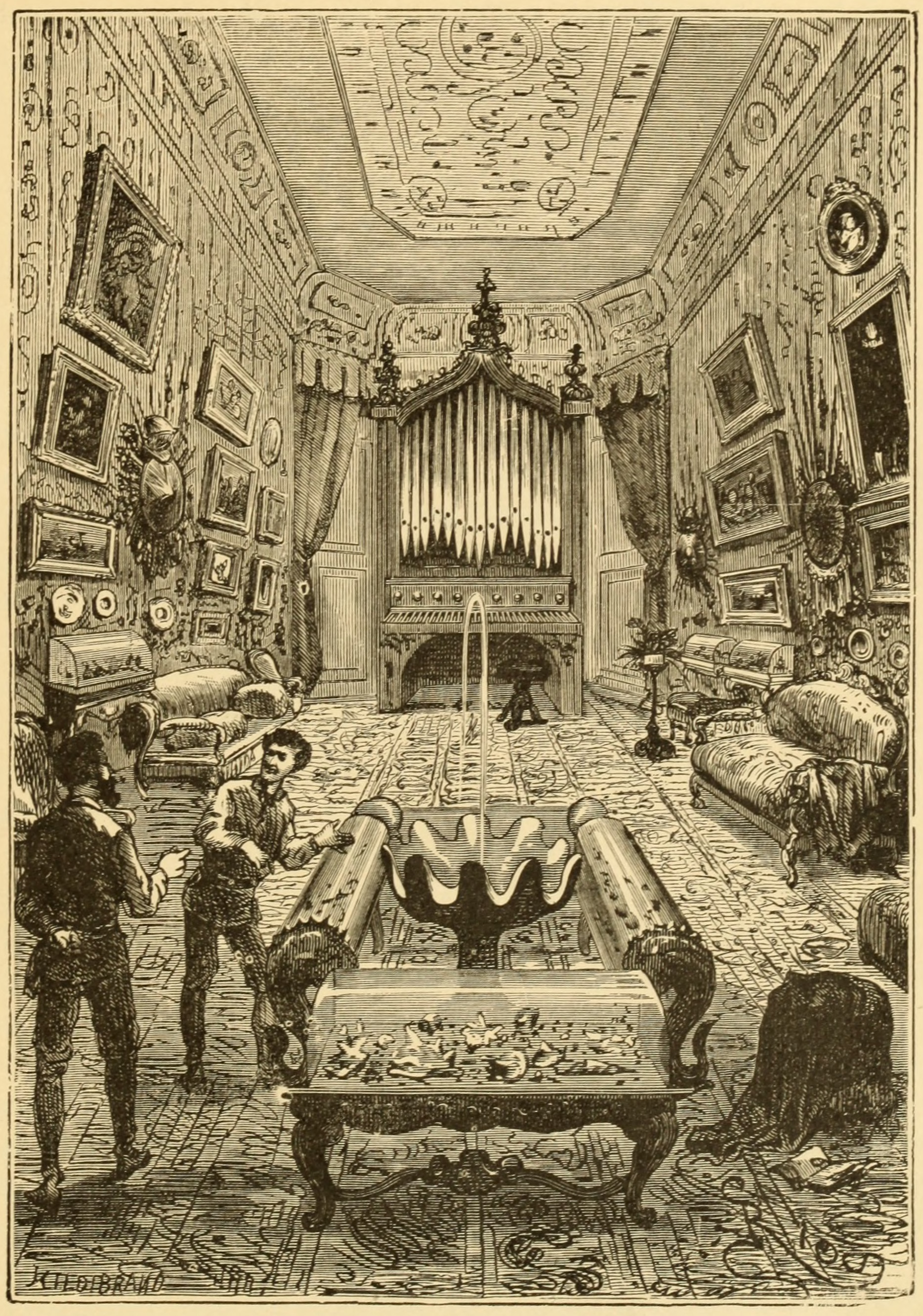
Salón v ponorce Nautilus
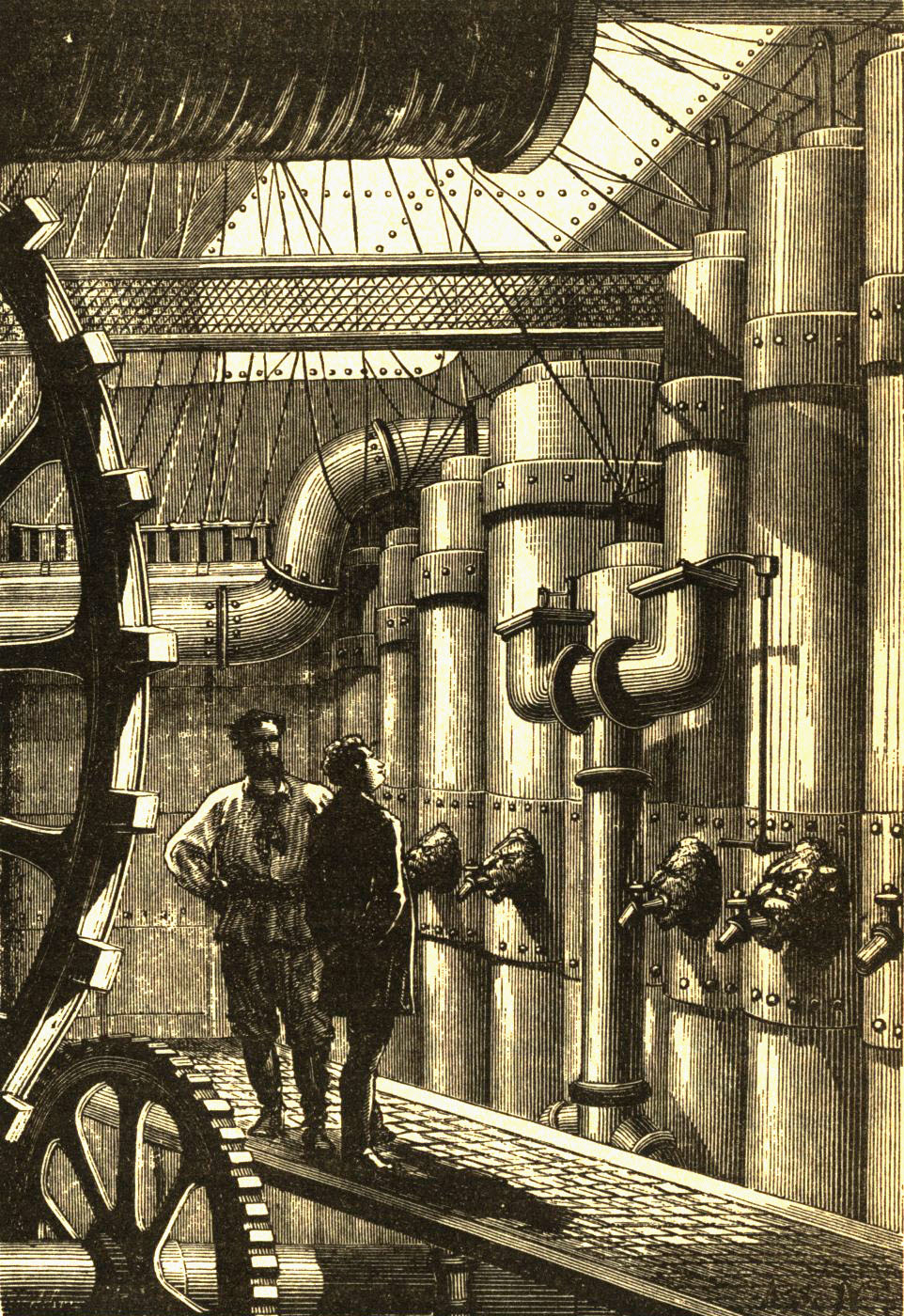
Strojovna Nautilu
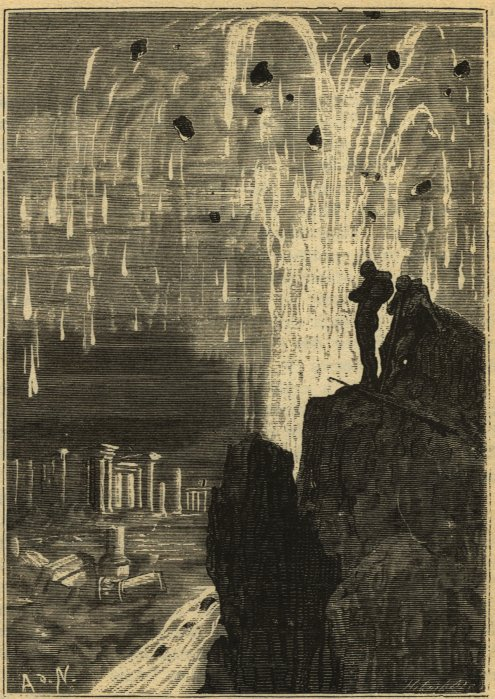
Trosky Atlantidy
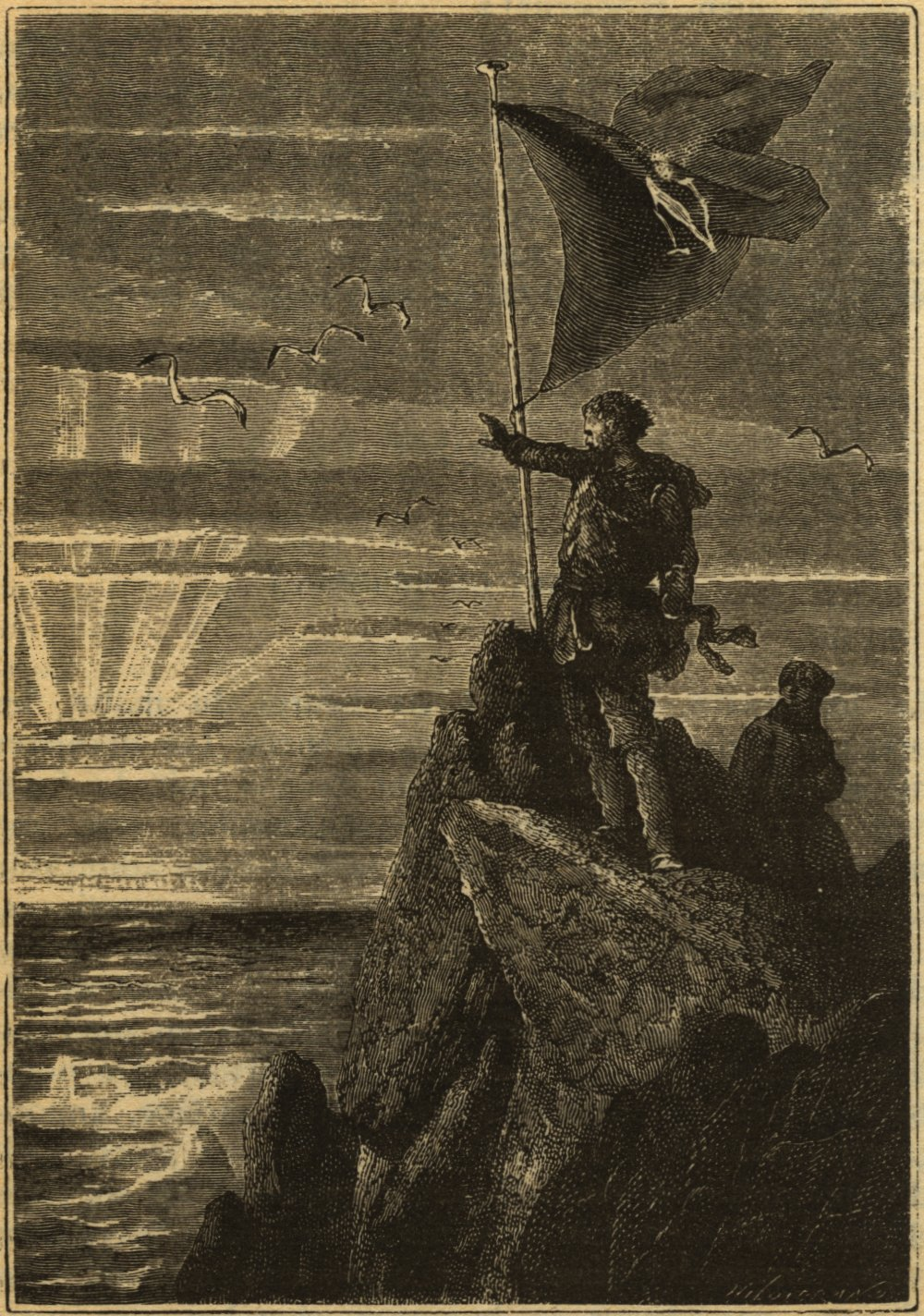
Kapitán Nemo na Jižním pólu
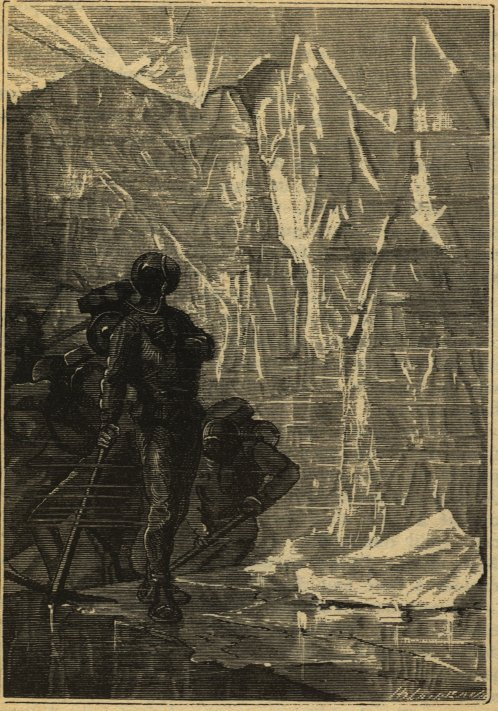
Masa ledu pod Jižním pólem
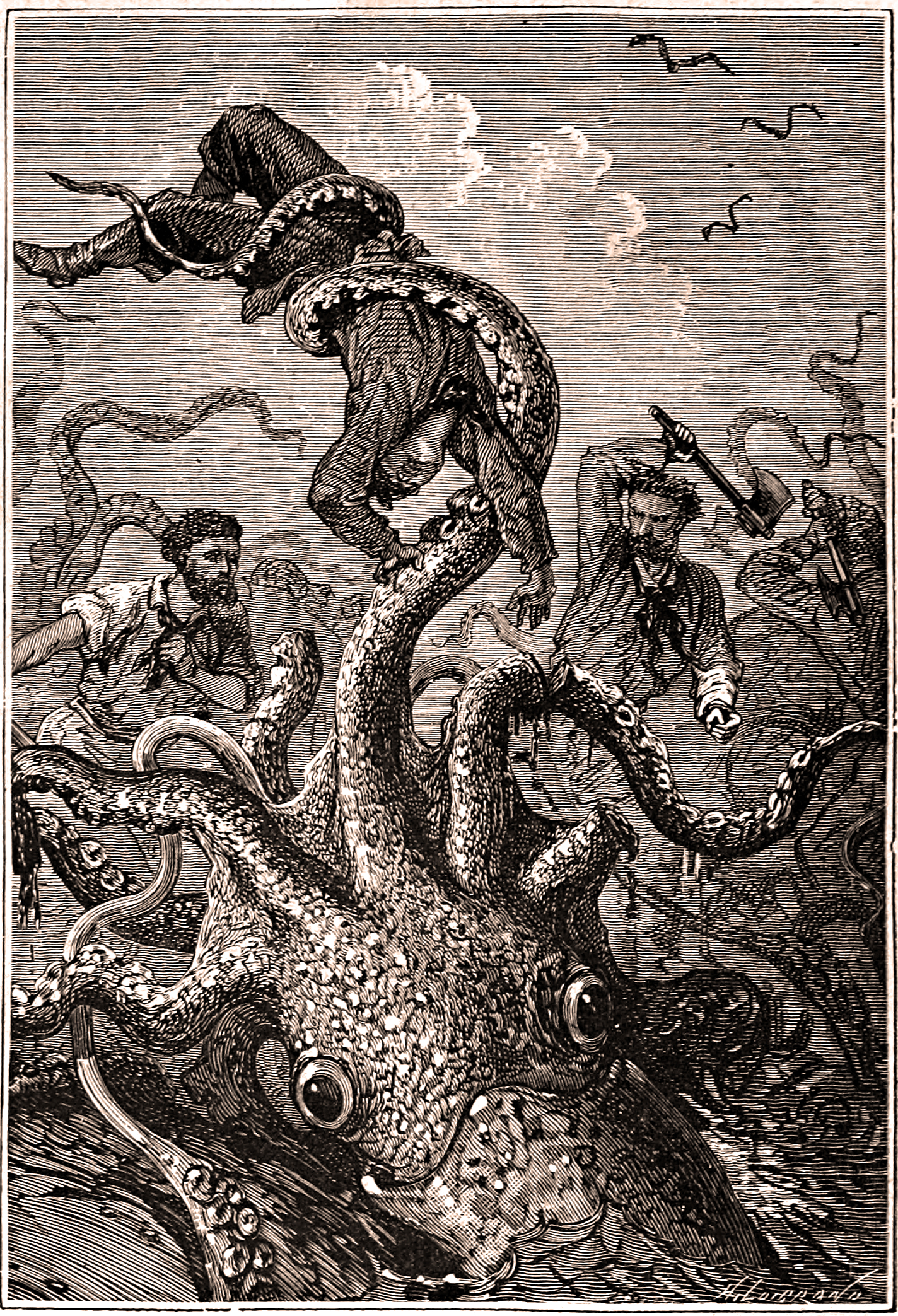
Boj s obřím kalmarem
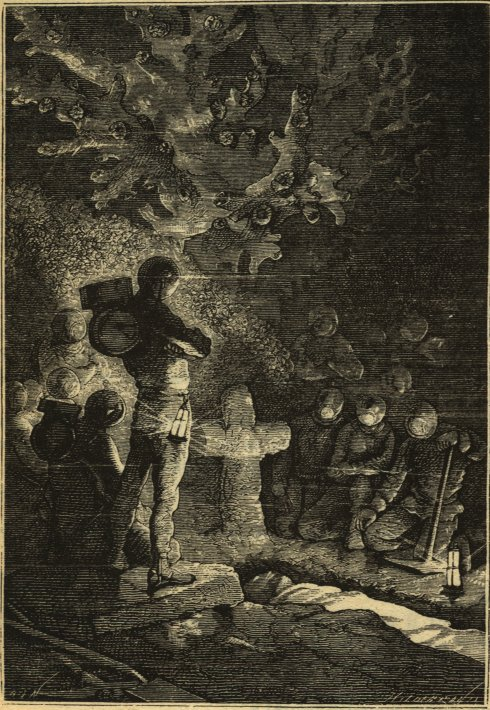
Podmořský hřbitov
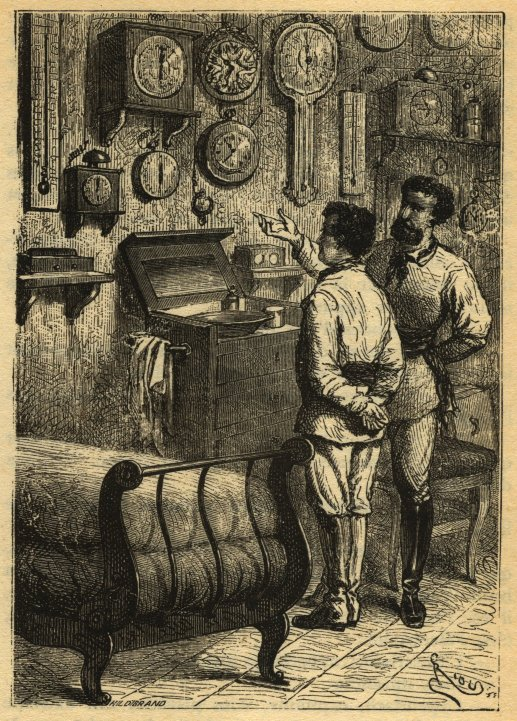
Pokoj kapitána Nema na Nautilu
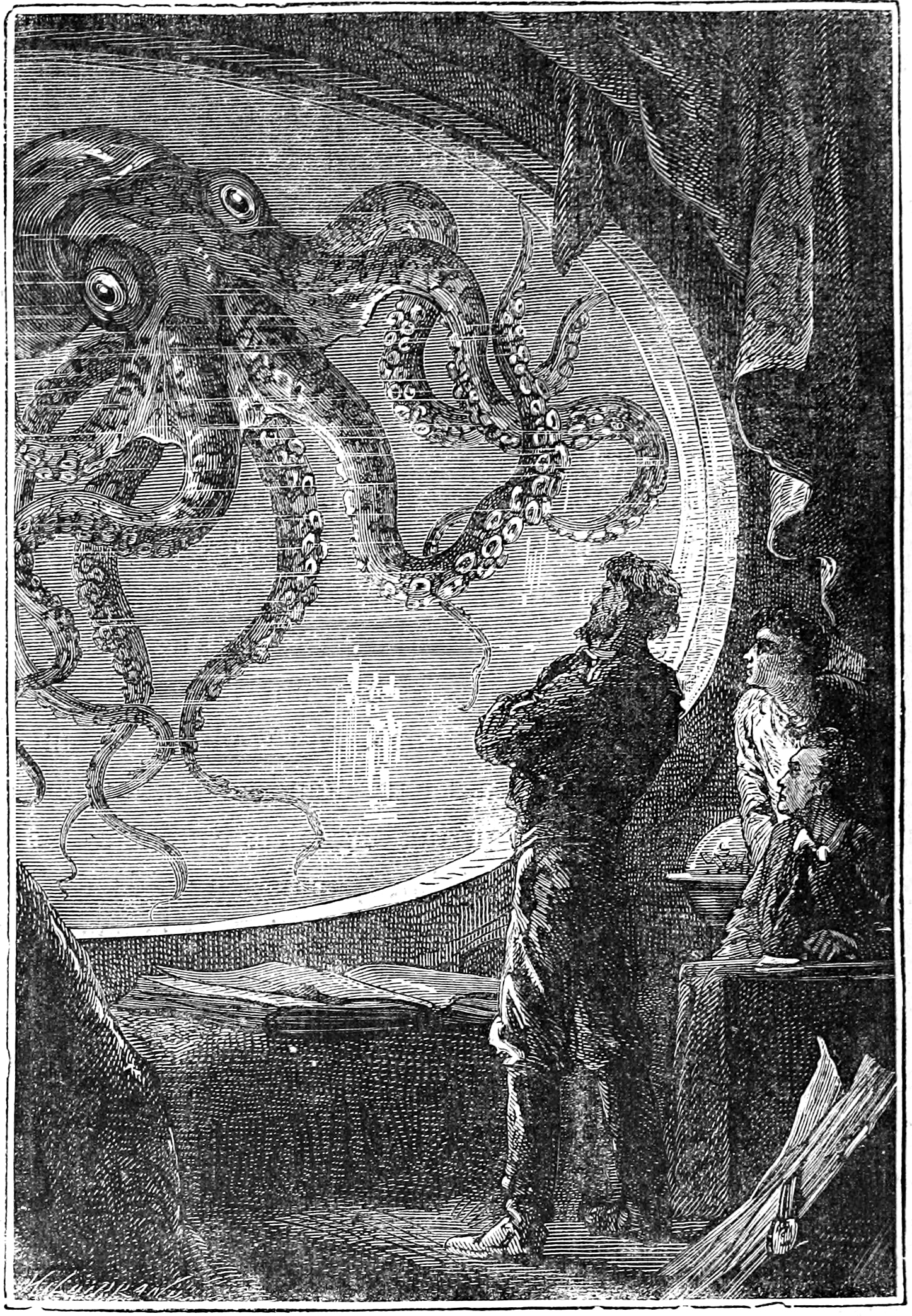
Pohled z okna ponorky Nautilus

## Filmové adaptace
Román byl několikrát zfilmován.
- 20000 lieues sous les mers (1907), Francie, režie Georges Méliès, němý film,
- 20000 Leagues Under the Sea (1916), USA, režie Stuart Paton,němý film,
- 20000 Leagues Under the Sea (1954), USA, režie Richard Fleischer, v roli Neda Landa Kirk Douglas,
- Kapitán Nemo a podmořské město (1969) Velká Británie, režie James Hill (režisér), animovaný film
- Dvacet tisíc mil pod mořem (1980), Československo, režie Pavel Kraus
- 20000 Leagues Under the Sea (1985), Austrálie, režie Warwick Gilbert, animovaný film
- Willy Fog na cestě za dobrodružstvím (1993) Španělsko, režie Claudio Biern Boyd, animovaný seriál
- 20000 Leagues Under the Sea (1997), USA, režie Michael Anderson a Rod Hardy, televizní dvoudílný film.

## Česká vydání
- Dvacet tisíc mil pod mořem, třetí příloha "Brousku", Praha 1875
- Dvacet tisíc mil pod mořem, Spolek pro vydávání laciných knih českých, Praha 1877, dva svazky
- Cestování pod mořem, František Kytka, Praha 1877, dle J. Vernea vzdělal P. Š. T-ý (tj. Pavel J. Šulc). Dostupné online.
- Dvacet tisíc mil pod mořem, Bedřich Kočí, Praha 1907, dva svazky, přeložil J. Entlicher a Vítězslav Unzeitig, znovu Eduard Beaufort 1913
- Dvacet tisíc mil pod mořem, Josef R. Vilímek, Praha 1911, přeložil Jaroslav Janeček, znovu 1921, 1923 a 1934
- Dvacet tisíc mil pod mořem, Josef R. Vilímek, Praha 1937, přeložil Zdeněk Hobzík, znovu 1941, 1948 a 1949
- Dvacet tisíc mil pod mořem, SNDK, Praha 1953, přeložil Václav Netušil, znovu 1961 a 1966
- Dvacet tisíc mil pod mořem, Mladá fronta, Praha 1959, přeložil Benjamin Jedlička,
- Dvacet tisíc mil pod mořem, Albatros, Praha 1969, přeložil Václav Netušil, znovu 1976, 1983 a 1987.
- Dvacet tisíc mil pod mořem, Návrat, Brno 1999, přeložil Jaroslav Janeček, znovu 2003 a 2009.
- Dvacet tisíc mil pod mořem, Levné knihy KMa, Praha 2005, přeložil Benjamin Jedlička,
- 20 000 mil pod mořem, Tribun EU, Brno 2007, kniha nebyla v prodeji, pouze pro potřeby vydavatele!
- Dvacet tisíc mil pod mořem, Albatros, Praha 2008, převyprávěl Ondřej Neff, znovu 2015.
- Dvacet tisíc mil pod mořem, Omega, Praha 2015, přeložil Jaroslav Janeček.
- Dvacet tisíc mil pod mořem, Naše vojsko, Praha 2018, přeložila Marcela Kořínková.
- Dvacet tisíc mil pod mořem, Leda, Praha 2022, přeložil Václav Netušil.
- Dvacet tisíc mil pod mořem, Nakladatelství Josef Vybíral, Žalkovice 2024, přeložil Jaroslav Janeček.

## Rozhlasové dramatizace
- Ondřej Neff: Dvacet tisíc mil pod mořem (1995), pětidílná rozhlasová dramatizace románů Julesa Verna, překlad: Benjamin Jedlička, dramaturgie Ivan Hubač, režie Jiří Horčička, hráli František Němec, Ivan Řezáč, Pavel Rímský, Radoslav Brzobohatý, Ilja Racek, Martin Štěpánek a Pavel Soukup[4].